# Dmytriwka (rejon niżyński)
Dmytriwka (ukr. Дмитрівка) – osiedle typu miejskiego na Ukrainie, w obwodzie czernihowskim, w rejonie niżyńskim, siedziba hromady. W 2001 liczyło 2791 mieszkańców, spośród których 2745 wskazało jako ojczysty język ukraiński, 44 rosyjski, 1 białoruski, a 1 inny.